# Hardwick and Woodbury Railroad
| Streckenlänge: | 14,2 km              |                                   |                                   |
| Spurweite: | 1435 mm (Normalspur) |                                   |                                   |
| |                      |                                   |                                   |
| \| \| \| von Lunenburg \| \| \| \| \| Hardwick VT \| \| \| \| \| Lamoille River \| \| \| \| \| \| \| \| \| 0,0 \| Granite Junction VT \| Granite Junction VT \| \| \| \| nach Maquam \| \| \| \| \| Wendedreieck (für Schneepflug) \| \| \| \| 1,9 \| Industrieanschluss \| Industrieanschluss \| \| \| 8 \| Burnham Hill \| Burnham Hill \| \| \| \| Wendedreieck (Foster’s Summit) \| \| \| \| \| Spitzkehre (keine Betriebsstelle) \| \| \| \| \| Anschluss Fletcher Granite Co. \| \| \| \| 14,2 \| Anschluss Woodbury Granite Co. \| Anschluss Woodbury Granite Co. \| |                      |                                   |                                   |
| Strecke (außer Betrieb) |                      | von Lunenburg                     | von Lunenburg                     |
| Bahnhof (Strecke außer Betrieb) |                      | Hardwick VT                       | Hardwick VT                       |
| Brücke über Wasserlauf (Strecke außer Betrieb) |                      | Lamoille River                    | Lamoille River                    |
| Abzweig geradeaus und von links (Strecke außer Betrieb) · Strecke von rechts (außer Betrieb) |                      |                                   |                                   |
| Dienststation / Betriebs- oder Güterbahnhof (Strecke außer Betrieb) · Strecke (außer Betrieb) | 0,0                  | Granite Junction VT               | Granite Junction VT               |
| Strecke nach rechts (außer Betrieb) · Strecke (außer Betrieb) |                      | nach Maquam                       | nach Maquam                       |
| Abzweig geradeaus, nach rechts und von rechts (Strecke außer Betrieb) |                      | Wendedreieck (für Schneepflug)    | Wendedreieck (für Schneepflug)    |
| Dienststation / Betriebs- oder Güterbahnhof (Strecke außer Betrieb) | 1,9                  | Industrieanschluss                | Industrieanschluss                |
| Dienststation / Betriebs- oder Güterbahnhof (Strecke außer Betrieb) | 8                    | Burnham Hill                      | Burnham Hill                      |
| Abzweig geradeaus, nach rechts und von rechts (Strecke außer Betrieb) |                      | Wendedreieck (Foster’s Summit)    | Wendedreieck (Foster’s Summit)    |
| Abzweig nach rechts und von rechts (Strecke außer Betrieb) |                      | Spitzkehre (keine Betriebsstelle) | Spitzkehre (keine Betriebsstelle) |
| Abzweig geradeaus und von rechts (Strecke außer Betrieb) |                      | Anschluss Fletcher Granite Co.    | Anschluss Fletcher Granite Co.    |
| Kopfbahnhof Streckenende (Strecke außer Betrieb) | 14,2                 | Anschluss Woodbury Granite Co.    | Anschluss Woodbury Granite Co.    |

Die Hardwick and Woodbury Railroad war eine Eisenbahngesellschaft in Vermont (Vereinigte Staaten). Sie wurde am 16. März 1895 gegründet und baute im folgenden Jahr eine etwa 12,3 Kilometer lange Strecke nach Woodbury und den dortigen Granitsteinbrüchen.

## Geschichte der Strecke
Die Strecke schloss sich an einen 1,9 Kilometer langen 1892 eröffneten Industrieanschluss der St. Johnsbury and Lake Champlain Railroad an, der westlich von Hardwick an einem Punkt von deren Hauptstrecke abzweigte, der dann als Granite Junction bezeichnet wurde. Die Hardwick&Woodbury pachtete diesen Industrieanschluss.
Die normalspurige Strecke wurde im Herbst 1897 eröffnet. Eine Spitzkehre war nötig, um den Höhenunterschied zwischen Woodbury und dem Endbahnhof am Steinbruch zu überwinden. Der Umladebahnhof zur Hauptstrecke befand sich in Hardwick. Für den knapp drei Kilometer langen Abschnitt Granite Junction–Hardwick wurde mit der St. Johnsbury&Lake Champlain ein Mitbenutzungsrecht vereinbart. 1911 standen der Bahngesellschaft drei Lokomotiven und 46 flache Güterwagen zur Verfügung. Darunter befand sich ein Spezialwaggon zum Transport sperriger Granitblöcke.
Personenverkehr gab es auf der Strecke mit einem werktäglich verkehrenden Mixed Train. Der Zug benötigte für die ganze Strecke drei Stunden, da auf der Fahrt an jedem Steinbruchanschlussgleis Wagen rangiert werden mussten. Der kaum genutzte Personenverkehr wurde 1921 eingestellt.
Nachdem der Granitabbau in Woodbury 1934 weitgehend eingestellt worden war, wurde die Strecke am 17. Oktober des Jahres außer Betrieb genommen, 1937 offiziell stillgelegt und im August 1940 abgebaut. Der gepachtete Industrieanschluss in Hardwick wurde wieder an die St. Johnsbury&Lake Champlain zurückgegeben, von der er noch bis in die 1970er Jahre bedient wurde.